# Свободный контент

Определение свободных произведений культуры, логотип

Свобо́дный конте́нт (англицизм от content — содержа́ние/содержи́мое), то есть свобо́дное содержа́ние/содержи́мое, также свобо́дная информа́ция или свобо́дные материа́лы — любое функциональное произведение, произведение искусства или другой творческий материал и его содержание, правовое окружение которых обеспечивает их свободное использование, развитие и распространение. Иногда критерием отнесения к свободному материалу может быть соблюдение выработанных принципов по определению свободных произведений культуры.

## Определение
Свободное произведение культуры — это такое произведение, которое не имеет существенных юридических ограничений свободы людей:
- использовать материал и получать выгоду от его использования,
- изучать материал и применять то, что узнал,
- делать и распространять копии произведения и отдельных частей его содержимого,
- улучшать материал и распространять его производные[2][3].

То есть свободный материал — это форма и содержание текстов, изображений, музыки и другой творческой работы, лицензия которых разрешает использовать их в любых целях (включая коммерческие): копировать, изменять и распространять изменённые версии.
Свободный материал охватывает все произведения в общественном достоянии, а также те защищённые авторским правом произведения, чьи лицензии обеспечивают, чтят и защищают свободы использования материала, упомянутые выше. Так как законы об авторском праве в большинстве стран по умолчанию дают владельцам авторских прав монопольный контроль над своими творениями, то защищённый материал должен быть специально явно объявлен свободным, как правило, с помощью упоминания или включения лицензионных положений в произведение.

## Лицензии
Как и лицензии на свободное программное обеспечение, лицензии на свободное содержание могут быть «копилефт» или «не копилефт». Лицензии для программного обеспечения часто подходят и для работ других видов.
Примерами лицензий «копилефт» являются Design Science License (DSL) и GNU Free Documentation License (GFDL).
FreeBSD Documentation License — пример «некопилефтной» лицензии.
Свободными материалами также являются публикации под некоторыми лицензиями Creative Commons, не ограничивающими коммерческое использование и модификацию.

## Именование
Некоторые рекомендуют не использовать слово «content» / «контент», считая, что оно подразумевает, что основное предназначение называемого — быть положенным на полку и проданным за деньги.